# Stenaria sanchezii
Stenaria sanchezii är en måreväxtart som beskrevs av David H. Lorence. Stenaria sanchezii ingår i släktet Stenaria och familjen måreväxter. Inga underarter finns listade i Catalogue of Life.